# Amara coelebs
Amara coelebs là một loài bọ cánh cứng trong chi Amara thuộc họ Carabidae.